# Mahdi Fleifel
Mahdi Fleifel (Dubai, Emirados Árabes Unidos, 25 de outubro de 1979)[1] é um realizador, argumentista e produtor de cinema palestiniano de nacionalidade dinamarquesa. Inspirado na sua própria experiência como refugiado palestiniano, os seus filmes abordam frequentemente a questão dos refugiados. A sua curta-metragem A Man Returned ganhou o Urso de Prata para Melhor Realizador no Festival Internacional de Cinema de Berlim em 2016. A sua primeira longa-metragem, A World Not Ours (2012), recebeu mais de trinta prémios em vários festivais internacionais. 

## Biografia
Mahdi Fleifel nasceu no Dubai, em 1979. Os pais haviam deixado o campo de refugiados de de Ain al-Hilweh, no Líbano, para onde os avós haviam fugido em 1048, durante a Nakba.
Regressaram a Ain al-Hilweh, onde ele passa a infância. Tem nove anos, quando os pais emigram para a Dinamarca e instalam-se nos arredores de Elsinore. 
Em 2009, licenciou-se na National Film and Television School do Reino Unido, em Realização de Ficção, teve como professores Stephen Frears e Pawel Pawlikowski.  Em 2010, fundou a produtora londrina Nakba FilmWorks com o produtor irlandês Patrick Campbell. 
Fleifel realizou várias curtas-metragens até à sua primeira longa-metragem, o documentário A World not Ours (2012). Baseado numa coleção de documentos pessoais, arquivos familiares e imagens históricas, retrata vinte anos da vida de três gerações da sua família no campo de refugiados de Ain al-Hilweh, onde vivem mais de 70.000 pessoas numa área de um quilómetro quadrado. 

## Reconhecimento
O  seu primeiro documentário A World not Ours (2012), estreou no Festival Internacional de Cinema de Toronto e recebeu mais de trinta prémios, incluindo o Prémio da Paz da Berlinale e prémios no Festival Internacional de Cinema de Edimburgo, no Festival Internacional de Documentários de Yamagata (Japão) e no Doc NYC, em Nova Iorque. Foi nomeado Melhor Nova Voz Nórdica no Nordisk Panorama, em Malmö (Suécia), e recebeu o Prémio Novo Talento no Festival Internacional de Documentário de Copenhaga, em 2013.  Também foi nomeado para Melhor Nova Voz Nórdica no Festival Internacional de Documentário de Copenhaga (Dinamarca).
Em 2016, Fleifel ganhou um Urso de Prata para Melhor Realizador, no Festival Internacional de Cinema de Berlim, com A Man Returned.  A sua continuação, a curta-metragem A Drowning Man, foi selecionada na Competição Oficial do Festival de Cinema de Cannes e nomeada para um BAFTA.
O seu filme seguinte, a curta-metragem I Signed the Petition, ganhou o prémio de Melhor Curta-Metragem Documental no Festival Internacional de Documentários de Amesterdão (IDFA) e foi nomeado para os European Film Awards de 2018. 
A longa-metragem To a Man (2017), foi selecionada para um BAFTA.
É novamente nomeado para os Prémios do Cinema Europeu, em 2018, com o documentário To a Land Unknown, que estreou em 2024, na Quinzena dos Realizadores do Festival de Cannes. 

## Filmografia
Entre a sua filmografia encontram-se: 

#### Longas-metragens
- 2024 - To a Land Unknown
- 2012 - A World Not Ours [2]

#### Curtas-metragens
- 2003 - Shadi in the Beautiful Well
- 2004 - Hamoudi & Emil
- 2007 - Harrisons: Monday's Arms (videoclip)
- 2007 - The Writer
- 2008 - Arafat & I
- 2009 - 4 Weeks
- 2014 - Xenos
- 2016 - A Man Returned [10]
- 2017 - A Drowning Man [11]
- 2018 - I Signed the Petition
- 2020 - 3 Logical Exits

- 2023 - Elefsina Notre Amour

## Ligações Externas
- NZIFF 2024 | Conversa com Mahdi Fleifel no NZ International Film Festival